# Royal Scottish National Orchestra
La Royal Scottish National Orchestra, amb les sigles RSNO, és una orquestra escocesa, amb seu administrativa a Glasgow, al RSNO Centre. La RSNO rep el suport del Govern d'Escòcia. La RSNO actua en tota Escòcia, en llocs com ara la Reial Sala de Concerts de Glasgow, Usher Hall a Edimburg, Caird Hall a Dundee, Aberdeen Music Hall, Perth Concert Hall o Eden Court Inverness. L'actual director executiu de l'RSNO és Krishna Thiagarajan. Peter Oundjian és el seu actual director musical des de l'any 2012.

## Directors
| - George Henschel (1893-1895) - Willem Kes (1895-1898) - Wilhelm Bruch (1898-1900) - Frederic Cowen (1900-1910) - Emil Młynarski (1910-1916) - Landon Ronald (1919-1923) - Václav Talich (1926-1927) | - Vladimir Golschmann (1928-1930) - John Barbirolli (1933-1936) - George Szell (1937-1939) - Warwick Braithwaite (1940-1946) - Walter Susskind (1946-1952) - Karl Rankl (1952-1957) - Hans Swarowsky (1957-1959) | - Alexander Gibson (1959-1984) - Neeme Järvi (1984-1988) - Bryden Thomson (1988-1990) - Walter Weller (1992-1997) - Aleksander Lazarev (1997-2005) - Stéphane Denève (2005-2012) - Peter Oundjian (2012-2018) | - Thomas Søndergård (2018-present) |